# Tribuna do Norte
Tribuna do Norte é um jornal brasileiro sediado em Natal, capital do estado do Rio Grande do Norte. Faz parte do Sistema Tribuna de Comunicação, pertencente ao político e empresário Flávio Azevedo, e foi fundado pelo ex-governador do Rio Grande do Norte, Aluízio Alves. É considerado o periódico mais importante do estado, além de manter um portal de notícias na internet desde 1997.

## História

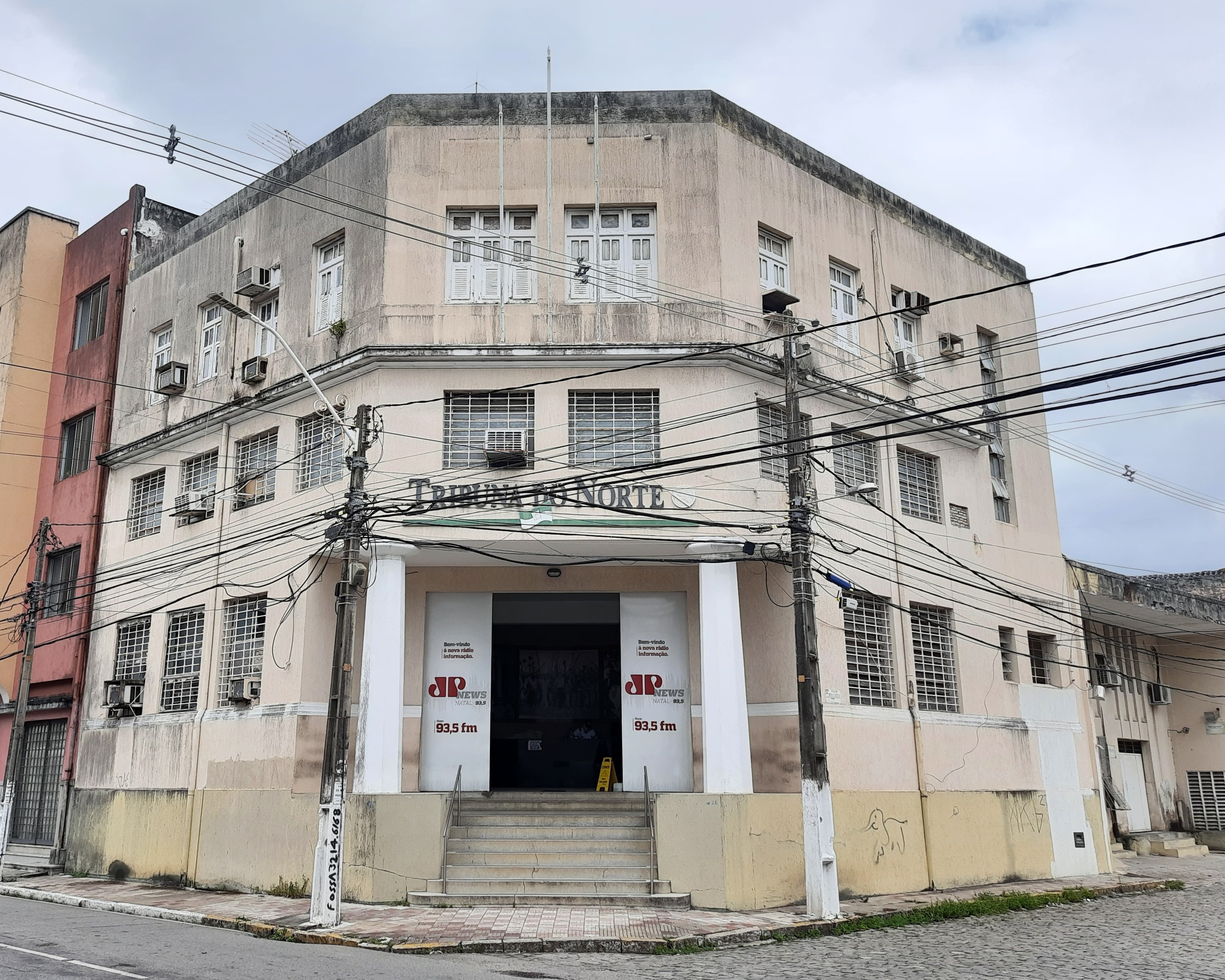
Sede do jornal em Natal, 2021

O jornal potiguar foi fundado em 1950 pelo jornalista e futuramente político Aluízio Alves.
Defendeu a campanha pela vinda da energia elétrica da Usina de Paulo Afonso (BA) para o RN; a fundação da Faculdade de Jornalismo; a instalação de um polo industrial; a campanha de alfabetização de adultos pelo método Paulo Freire; o acordo da Aliança para o Progresso(Brasil/EUA). Nas décadas de 1960 e 1970, esse alinhamento resultou em pressões políticas e tentativas de sufocamento econômico, por parte dos governos militares.
Em agosto de 1997, lançou um portal de internet onde produz diariamente conteúdos voltados em notícias em nível municipal, estadual, nacional e internacional. De acordo com informações divulgados através da mídia kit do jornal, o portal registra mensalmente pouco mais de 10 milhões de visualizações.

## Prêmios
Prêmio Vladimir Herzog de Arte
| Ano  | Autor                             | Veículo de mídia                 | Obra        | Resultado |
| ---- | --------------------------------- | -------------------------------- | ----------- | --------- |
| 2016 | Brum (Rodrigo Serra Brum Machado) | Jornal Tribuna do Norte – Natal/ | "Monstro"   | Venceu    |
| 2018 | Brum                              | Jornal Tribuna do Norte Natal/RN | "Marquinha" | Venceu    |